# Riconoscimenti ottenuti da Joker (film 2019)
Joker è un film del 2019 diretto da Todd Phillips. Basato sull'omonimo personaggio di DC Comics, è prodotto da Warner Bros. Pictures, DC Films e Joint Effort Productions, in associazione con Bron Creative e Village Roadshow Pictures. Segue Arthur Fleck, un cabarettista fallito la cui discesa nella malattia mentale, nel nichilismo e nel crimine ispira una violenta rivoluzione controculturale contro i ricchi in una Gotham City in decadenza durante la recessione dei primi anni '80. Il film è liberamente ispirato ai personaggi della DC Comics e vede Joaquin Phoenix nei panni di Fleck (il Joker), con Robert De Niro, Zazie Beetz, Frances Conroy, Brett Cullen, Glenn Fleshler, Leigh Gill, Bill Camp e Shea Whigham in ruoli secondari.
Joker è stato presentato in anteprima alla 76ª Mostra internazionale d'arte cinematografica di Venezia il 31 agosto 2019, dove ha ricevuto una standing ovation di otto minuti e ha vinto il Leone d'oro. È uscito nelle sale cinematografiche in diversi mercati il 3 ottobre e negli Stati Uniti e nel Regno Unito il 4 ottobre.
La pellicola ha ottennuto pareri e recensioni misti da parte della critica, sul sito aggregatore di recensioni Rotten Tomatoes registra un 68% basato su 603 recensioni.

## Riconoscimenti
- 2020 – David di Donatello

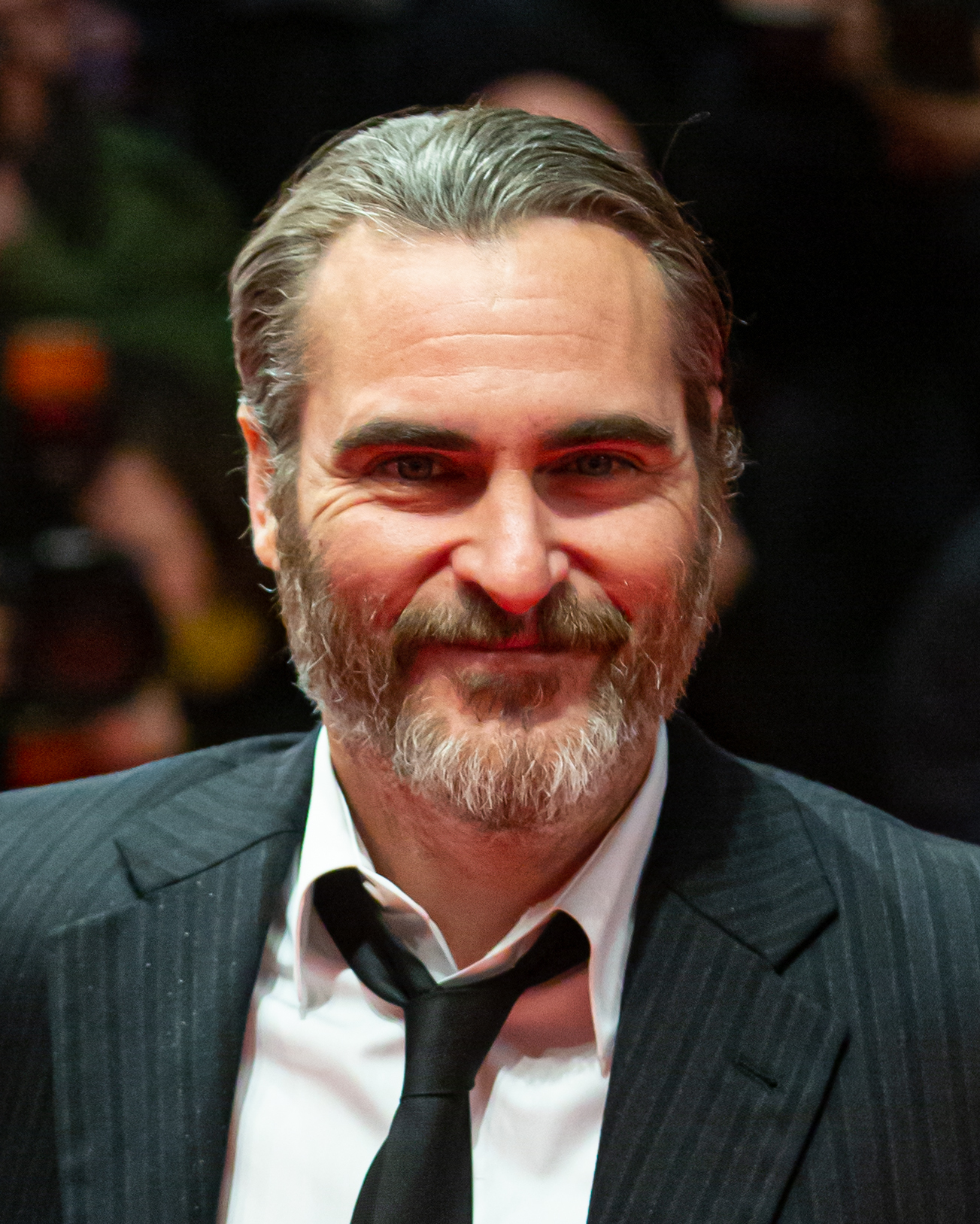
La performance di Joaquin Phoenix nei panni del Joker ha ottenuto il plauso della critica e ha ricevuto numerosi riconoscimenti, tra cui l'Oscar come miglior attore

  - Candidatura per il miglior film straniero
- 2020 – Premi Oscar[6][7]
  - Miglior attore a Joaquin Phoenix
  - Migliore colonna sonora originale a Hildur Guðnadóttir
  - Candidatura per il miglior film
  - Candidatura per il miglior regista a Todd Phillips
  - Candidatura per la migliore sceneggiatura non originale a Todd Phillips e Scott Silver
  - Candidatura per la migliore fotografia a Lawrence Sher
  - Candidatura per il miglior montaggio a Jeff Groth
  - Candidatura per il miglior sonoro a Tod A. Maitland, Tom Ozanich e Dean Zupancic
  - Candidatura per il miglior montaggio sonoro a Alan Robert Murray
  - Candidatura per i migliori costumi a Mark Bridges
  - Candidatura per il miglior trucco e acconciatura a Kay Georgiou e Nicki Ledermann
- 2020 – Golden Globe[8][9]
  - Miglior attore in un film drammatico a Joaquin Phoenix
  - Miglior colonna sonora originale in un film a Hildur Guðnadóttir
  - Candidatura per il miglior film drammatico
  - Candidatura per il miglior regista di un film a Todd Phillips
- 2020 – Premi BAFTA[10]
  - Miglior attore protagonista a Joaquin Phoenix
  - Migliore colonna sonora a Hildur Guðnadóttir
  - Miglior casting a Shayna Markowitz
  - Candidatura per il miglior film
  - Candidatura per il miglior regista a Todd Phillips
  - Candidatura per la migliore sceneggiatura non originale a Todd Phillips e Scott Silver
  - Candidatura per la migliore fotografia a Lawrence Sher
  - Candidatura per il migliore montaggio a Jeff Groth
  - Candidatura per la migliore scenografia a Mark Friedberg e Kris Moran
  - Candidatura per il miglior trucco e acconciatura a Kay Georgiou e Nicki Ledermann
  - Candidatura per il miglior sonoro a Todd Maitland, Alan Robert Murray, Tom Ozanich e Dean Zupancic
- 2020 – Razzie Awards[11][12]
  - Candidatura per il peggiore disprezzo per la vita umana e la proprietà pubblica
- 2019 – Mostra internazionale d'arte cinematografica[13][14]
  - Leone d'oro al miglior film
  - Premio Soundtrack Stars a Hildur Guðnadóttir
  - Fanheart3 Awards - Graffetta d'oro al miglior film

- 2019 – Chicago Film Critics Association Awards[15]
  - Candidatura per il miglior attore a Joaquin Phoenix
- 2019 – San Diego Film Critics Society Awards[16][17]
  - Miglior attore a Joaquin Phoenix (ex aequo con Adam Driver)
  - Candidatura per il miglior film
  - Candidatura per il miglior utilizzo delle musiche
  - Candidatura per la miglior sceneggiatura non originale a Todd Phillips e Scott Silver
- 2019 – Satellite Award[18][19]
  - Migliore sceneggiatura non originale a Todd Phillips e Scott Silver
  - Migliore colonna sonora originale a Hildur Guðnadóttir
  - Candidatura per il miglior film drammatico
  - Candidatura per il miglior attore in un film drammatico a Joaquin Phoenix
  - Candidatura per la miglior fotografia a Lawrence Sher
  - Candidatura per i migliori effetti visivi a Edwin Rivera, Mathew Giampa e Bryan Godwin
  - Candidatura per il miglior montaggio a Jeff Groth
  - Candidatura per la miglior scenografia a Mark Friedberg e Laura Ballinger
  - Candidatura per i migliori costumi a Mark Bridges
  - Candidatura per il miglior sonoro a Alan Robert Murray, Tom Ozanich e Dean Zupancic
- 2020 – Critics' Choice Awards[20][21]
  - Miglior attore a Joaquin Phoenix
  - Miglior colonna sonora a Hildur Guðnadóttir
  - Candidatura per il miglior film
  - Candidatura per la miglior sceneggiatura non originale a Todd Phillips e Scott Silver
  - Candidatura per la miglior fotografia a Lawrence Sher
  - Candidatura per la miglior scenografia a Mark Friedberg e Laura Ballinger
  - Candidatura per il miglior trucco
- 2020 – Screen Actors Guild Award[22]
  - Miglior attore cinematografico a Joaquin Phoenix
  - Candidatura per le migliori controfigure cinematografiche
- 2020 – Premio César
  - Candidatura per il miglior film straniero
- 2021 – Grammy Award[23]
  - Miglior colonna sonora per i media visivi a Hildur Guðnadóttir
  - Candidatura per il miglior arrangiamento, strumentale o A Cappella a Hildur Guðnadóttir por "Bathroom Dance"